# Гейнзиус, Готфрид
Готфрид Гейнзиус (нем. Gottfried Heinsius; 1709—1769) — магистр философии, экстраординарный академик по кафедре астрономии Императорской Санкт-Петербургской Академии наук.

## Биография
Готфрид Гейнзиус родился 27 апреля 1709 года в городе Наумбурге. Слушал лекции в Лейпцигском университете сначала богословия, а потом исключительно посвятил себя математике. В 1734 году получил здесь степень магистра философии и в 1734—36 гг. был приват-доцентом.
В 1736 году был вызван из Лейпцига, по рекомендации виттенбергского профессора Вейдлера и берлинского профессора Кирха, сотрудником к астроному Делилю в Петербург. По прибытии своем назначен экстраординарным, а в 1741 г. — ординарным профессором астрономии, помогал Делилю в его астрономических трудах и преподавал математику.
В 1740 г., за отъездом Делиля в Сибирь, заведовал обсерваторией совершенно самостоятельно; совместно с Эйлером и Винцгеймом занимался составлением «Генеральной карты России». В 1744 г. он наблюдал над истечениями из ядра кометы.
Делиль по возвращении своем остался очень недоволен как тем, что президент академии Корф все сделанные им наблюдения предоставил в пользование Гейнзиуса, так и тем, что последний, в представлении президенту, не одобрил плана работ, предложенного Делилем на время своего отсутствия.
В результате последовавшей крупной ссоры Гейнзиус в апреле 1743 г. подал прошение об увольнении и был уволен указом 22 мая 1744 г. В 1744 г. он уехал в Лейпциг, где заменил профессора Гозена по кафедре математики, но сохранил связи с Россией; при его содействии были приглашены несколько академиков и профессоров для Московского университета.
В качестве почетного члена академии он с 1747 года получал пенсию.

## Память
В 1935 г. Международный астрономический союз присвоил имя Гейнзиуса кратеру на видимой стороне Луны.